# Agent provokator
Agent provokator je osoba koja je infiltrirana u organizaciju ljudi i čiji je zadatak poticati članove ili čitavu skupinu na opasne ili nezakonite činove čijim počinjenjem se ciljana skupina može kompromitirati.
Agentima provokatorima se koriste državne vlasti, policije te tajne službe. 